# Frank Knox
William Franklin "Frank" Knox  (1 de enero de 1874-28 de abril de 1944) fue un editor y político de Estados Unidos. Se alistó en el Ejército para luchar en la guerra de Cuba y volvió a alistarse para combatir en la Primera Guerra Mundial alcanzando el grado de mayor. Después de la guerra continuó con su carrera como periodista y editor. En las elecciones presidenciales de Estados Unidos de 1936, fue candidato a la vicepresidencia por el Partido Republicano, al que pertenecía desde antes de 1914, formando ticket con Alf Landon, resultando derrotados por el demócrata Franklin D. Roosevelt, que se presentaba a la reelección. Partidario de que Estados Unidos se rearmara y de que apoyara a Gran Bretaña en la Segunda Guerra Mundial, en julio de 1940 fue nombrado por Roosevelt Secretario de Marina, cargo que desempeñó hasta su fallecimiento repentino a causa de un ataque al corazón en abril de 1944.
Knox fue el primero en recibir en Washington la noticia del ataque a Pearl Harbor. Reaccionó con asombro, pensando que el mensaje se refería a Filipinas, pero este decía: «Ataque aéreo, Pearl Harbor... Esto no es ningún ejercicio». Inmediatamente llamó al presidente Roosevelt que se encontraba almorzando en el despacho oval con uno de sus principales asesores Harry Hopkins para darle la noticia. Esa misma tarde Roosevel comenzó a preparar el discurso que iba a pronunciar ante el Congreso para pedir la declaración de guerra a Japón, y que sería conocido como el «discurso de la infamia».